# Tetragonisca angustula
Tetragonisca angustula là một loài Hymenoptera trong họ Apidae. Loài này được Latreille mô tả khoa học năm 1825.

## Hình ảnh

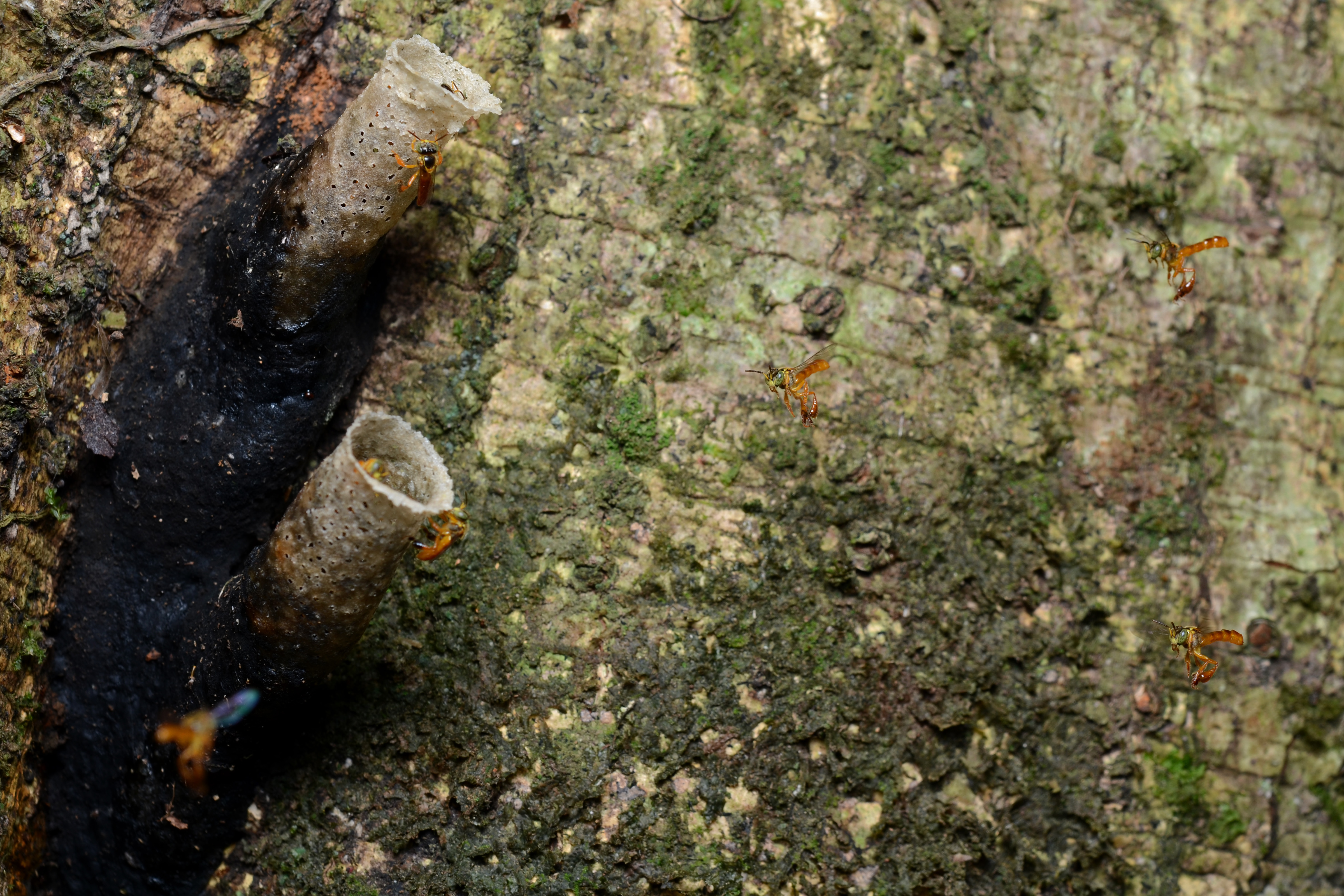
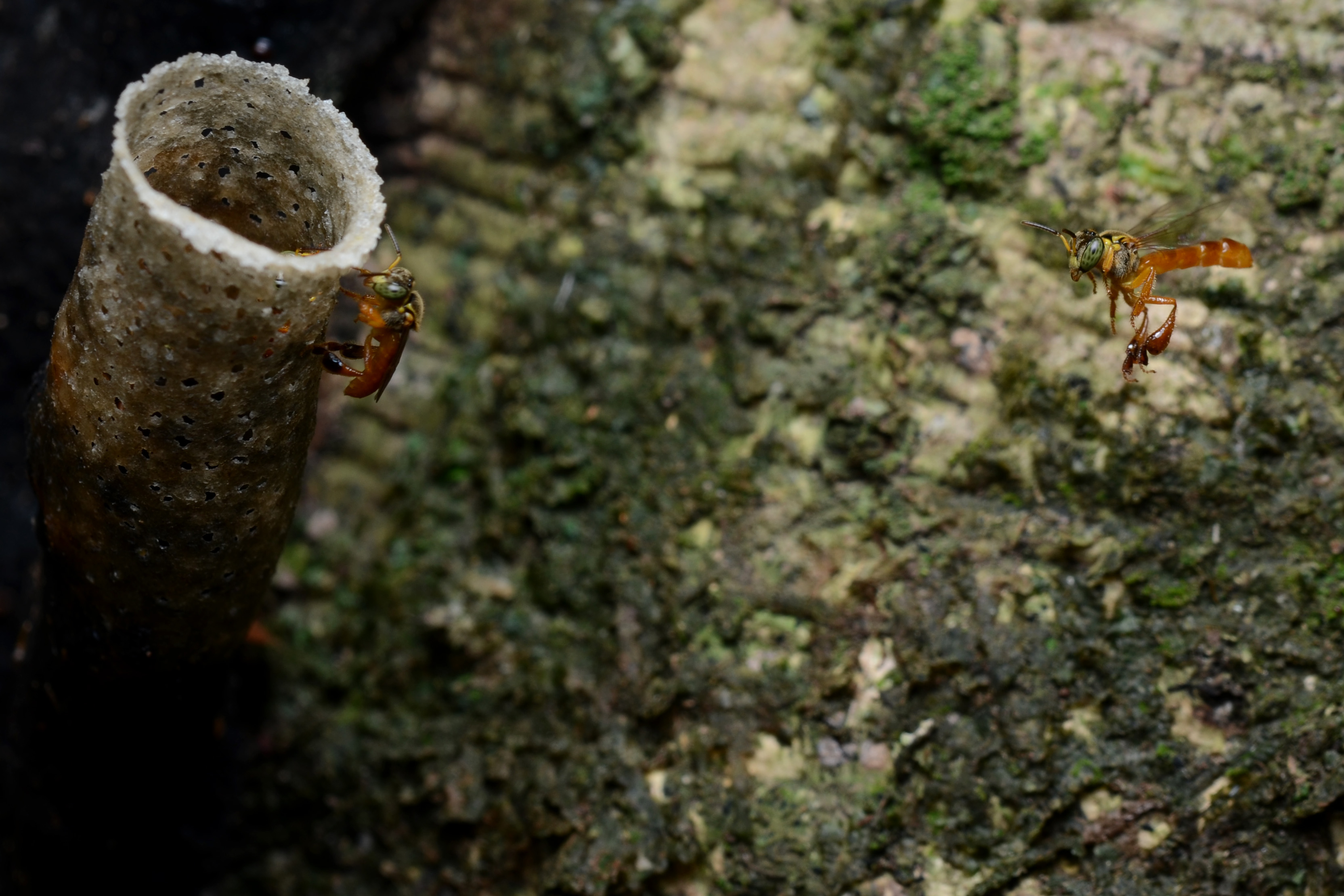
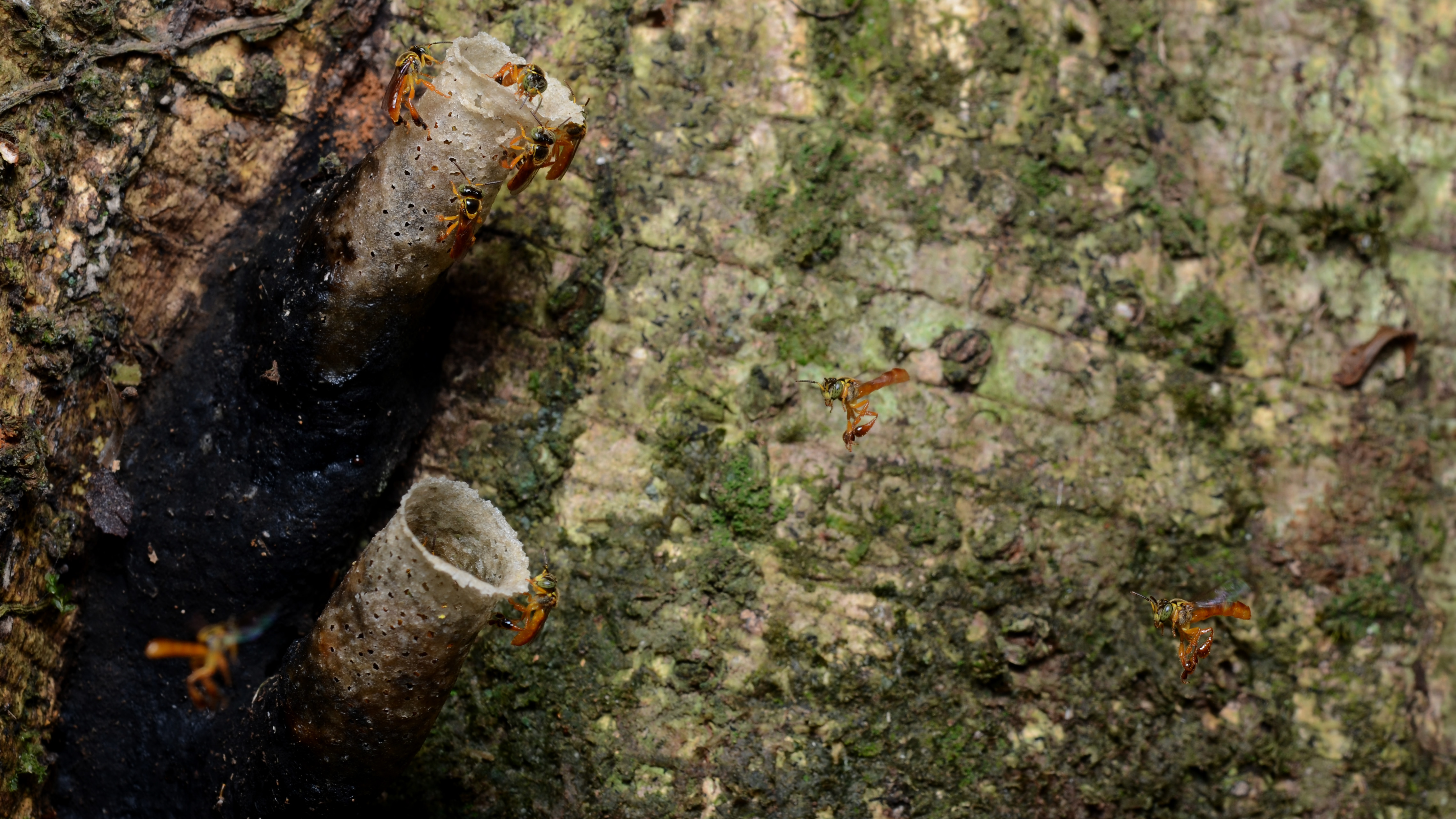
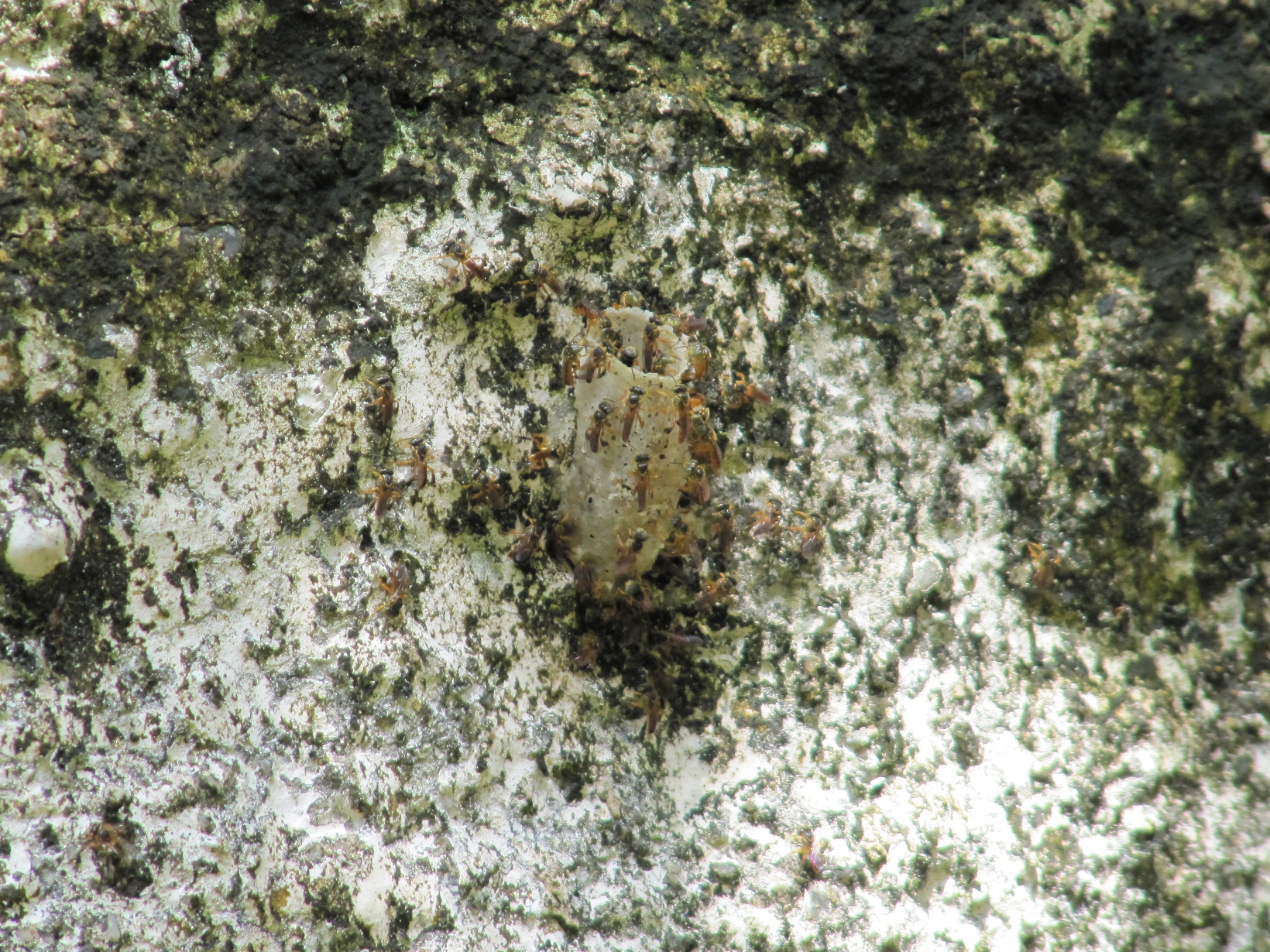